# Закон про реорганізацію індіанців
Закон про реорганізацію індіанців (англ. Indian Reorganization Act), прийнятий Конгресом США 18 червня 1934 року, також відомий як закон Вілера — Говарда (англ. Wheeler–Howard Act) або «Індіанський новий курс» (англ. Indian New Deal), передбачав законодавчі гарантії певних прав індіанцям США (включно, від 1936 року, з корінним населенням Аляски). Зокрема, закон скасовував проведену згідно із законом Довза приватизацію спільних землеволодінь індіанців і проголошував повернення до місцевого самоврядування на племінній основі. Закон відновив за індіанцями право на керування їхньою власністю (переважно земельною) і містив положення, спрямовані на створення здорової економічної основи для існування індіанських резервацій. Прийняття закону було найважливішою ініціативою Джона Кольєра-старшого, комісара Бюро у справах індіанців у період 1933—1945 років. Ідею Кольєра активно підтримав міністр МВС Гарольд Ікес.
Закон не вимагав від індіанських племен прийняття власних конституцій, однак, якщо плем'я вирішувало прийняти конституцію, то вона мала:
1. дозволити племінній раді наймати юридичного консультанта;
2. заборонити племінній раді здійснювати будь-яку земельну угоду без схвалення більшості членів племені;
3. уповноважити племінну раду на ведення переговорів з урядами США, штату та місцевого округу.

Деякі з цих обмежень пізніше скасовано Законом про внесення технічних змін, що стосуються американських індіанців 2003 року.
Закон не скасував, але серйозно обмежив практику передання племінних земель у власність окремим членам племені і знизив масштаби втрат племінних земель внаслідок їх продажу особам, які не належали до племені. Завдяки цьому Закону, а також низці інших рішень федеральних судів і уряду, протягом перших 20 років після прийняття закону різним племенам повернуто понад 8000 км2 земель. Закон сприяв зростанню економічного потенціалу резервацій.
1936 року дію Закону поширено на Аляску й Оклахому.
1954 року Міністерство внутрішніх справ США почало здійснювати політику «термінації» (припинення відносин опікуна та підопічного між федеральним урядом і племенами). Одним з наслідків стало скасування 109 індіанських груп, що займали 5527,4 км2 земель, зокрема племен кламатів в Орегоні, меномінів у Вісконсині, понка в Небрасці, у Каліфорнії в 1958 році термінації зазнали 38 ранчерій, в Юті 5 громад тощо.
Всупереч колишнім асиміляторським установкам, одним із ключових положень нового закону було те, що індіанські племена мають існувати необмежений час.
Закон виявився успішним з точки зору збереження за племенами прав на землі, однак значно менш успішним у плані забезпечення племінного самоврядування.